# صبغت‌الله بروجی
صِبغَةالله بَروَجی نقشبندی (؟ -۱۶۰۶م) (نسب: صبغةالله بن روح‌الله بن جمال‌الله) فقیه و صوفی هندی ایرانی‌تبار در سدهٔ شانزدهم میلادی/دهم هجری و اوایل هفدهم م/ یازدهم هـ بود. خاستگاهش اصفهان بود و در جایی به بَروَج در هند زاده شد. سپس ساکن مدینه شد تا اینکه همان‌جا درگذشت. آثاری نگاشت: إراءة الدقائق که حاشیه‌ای است بر تفسیر بیضاوی و کتاب باب‌الوحدة.